# Hydrocynus goliath
Hydrocynus goliath – gatunek słodkowodnej ryby kąsaczokształtnej z rodziny alestesowatych (Alestidae), uznawany za najgroźniejszą afrykańską rybę drapieżną. Z powodu dużych zębów  przypominających kły jest określany nazwami: ryba tygrys lub goliat tygrysi (z ang. goliath tigerfish). Jest największym przedstawicielem rodzaju Hydrocynus.

## Występowanie
Środkowo-zachodnia Afryka – dorzecze Konga. Populacje występujące w jeziorach Upemba i Tanganika mogą stanowić odrębny gatunek.

## Cechy charakterystyczne
Jest to duża ryba dorastająca do 132 cm długości i osiągająca masę 50 kg. Ma 32 mocne, duże i ostre, zachodzące między siebie zęby, którymi rozszarpuje swoje ofiary. Młode osobniki polują tylko w stadzie (podobnie jak piranie).

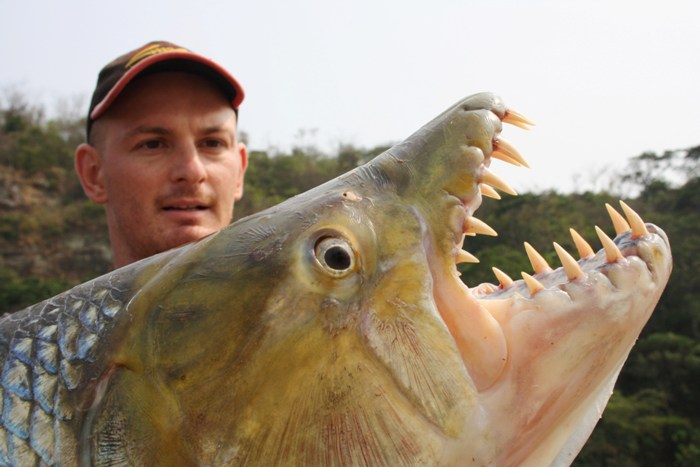
Uzębienie dorosłego osobnika